# 皮特曼 (新澤西州)
皮特曼（英語：Pitman）是位於美國新澤西州格洛斯特縣的自治市鎮。

## 人口
根據2020年美國人口普查的數據，皮特曼的面積為5.85平方千米，當中陸地面積為5.75平方千米，而水域面積為0.10平方千米。當地共有人口8780人，而人口密度為每平方千米1,501人。